# Ghomara (volk)
De Ghomara (ook wel Ghmara; Berbers: ⵉⵖⵎⴰⵔⵏ) zijn een etnische groep in het noorden van Marokko, in het westelijke Rifgebergte. Hun leefgebied ligt net ten oosten van Chefchaouen, in het westen worden ze begrensd door de Jbala stammen, in het zuiden door de Sanhaja van Ketama en in het oosten door de Riffijnse stammen. De meeste stammen spreken de Arabische taal, hoewel een minderheid nog het Ghomara Berber spreekt. Hun dialect van het Arabisch behoort tot de Jbala-dialecten, een rurale pre-Hilalische variant. De aangrenzende Jbala stammen van de Beni Arous en Beni Zekkar maakten historisch onderdeel uit van de Ghomara.

## Geschiedenis
De Ghomara stammen hebben een oude geschiedenis. In de Middeleeuwen waren zij een van de grootste Berbergroepen. Zij werden meestal tot de Zenata gerekend aangezien het Ghomara een zenati-taalvariant is. Hun oorspronkelijk leefgebied lag tussen Tetouan en Chefchaouen en het gebied ten oosten daarvan. Volgens Ibn Khaldun bestreek hun leefgebied het hele noordoostelijke deel van Marokko: in het zuiden grenzend aan Anfa, het land van de Barghawata en in het Westen tot Ketama. Zij speelden een grote rol in de islamitische verovering van het Iberisch Schiereiland en maakten de bulk uit van de Berberse troepen die de eerste oversteek maakten. In de 8e eeuw omarmden zij het kharidjisme en namen zij deel aan de Grote Berberopstand. Eeuwen werd hun leefgebied in het westen gedomineerd door de Idrisiden en in het oosten door de Salhiden van Nekor. Met die eersten onderhielden zij altijd goede relaties, zelfs nadat de Idrisiden prinsen door de Miknasa uit Fes werden gejaagd. Met de Salhiden waren de verhoudingen minder goed, meerdere keren probeerden de Ghomara het koningschap voor zich te winnen. 
In de 10e eeuw stond er onder hen de zelfbenoemde profeet Ha-Mim op. Die maakte zich meester over de district van Tetouan en wierp zich op als koning van de Ghomara. Voor zijn volgelingen stelde hij wetten op, verlaagde hij het aantal vastdagen in de ramadan naar drie en verwierp hij de hajj-plicht. Deze wetten legde hij vast in een Berbertalige Koran, waaruit later door Al-Bakri en Ibn Khaldun werd geciteerd. Later, in 1288, stond er onder hen opnieuw een zelfbenoemde profeet op, ene Abu Tawadjin. De stammen stonden dan ook bekend om het feit dat zij weinig ophadden met de orthodoxe islam.
Hoewel de stammen zich in eerste instantie massaal aansloten bij de Almohaden, kwamen zij in 1166-1167 in opstand tegen hun gezag. Kalief Abu Yaqub Yusuf moest zelf een leger leiden om de opstand te onderdrukken. Ook de Meriniden hadden grote moeite om de stammen onder controle te krijgen. Ibn Khaldun beschreef hoe zij, beschermd door het Rifgebergte, enkel belasting betaalden als de centrale overheid dat met een machtig leger kon afdwingen.

## Stammen
De Ghomara werden traditioneel onderverdeeld in een groot aantal clans, waaronder:
- Banu Wazarwal of Banu Zarwal (tegenwoordig een aparte stam ten zuiden van de Ghomara)
- Banu Nal
- Banu Humayd
- Mtiwa (tegenwoordig een stam ten oosten van de Ghomara)
- Ighsawa of Ghzawa (tegenwoordig een stam ten zuidwesten van de Ghomara, tussen Chefchaouen en Ouazzane)
- Majkasa

Tegenwoordig bestaat de Ghomara uit de volgende tien stammen of families:
- Beni Ziat
- Beni Zejel
- Beni Grir
- Beni Smih
- Beni Rezin
- Beni Khaled
- Beni Selman
- Beni Bu Zra (de laatste stam die het Ghomara Berbers spreekt)
- Beni Mansur (tot recent nog gedeeltelijk Berbertalig)